# 隆格爾縣
隆格尔县是中国西藏自治区已撤销的一县。隆格尔，一作隆嘎尔。1983年10月8日，国务院国函字[1983]212号文件批准将日喀则地区仲巴县北部隆格尔公社一带划出成立隆格尔县，划入阿里地区。但实际上自设立以来并未成立正式政府机构。1999年9月21日民政部民发[1999]54号文件批准撤销该县，与其同时设立的昌都地区妥坝县、生达县、盐井县、碧土县也一并撤销。目前该地区为仲巴县隆嘎尔乡、仁多乡、帕玛乡，仍属日喀则地区。